# Малый Нурлат
Ма́лый Нурла́т — посёлок в Челно-Вершинском районе Самарской области в составе сельского поселения Краснояриха.

## География
Находится на расстоянии примерно 14 километров по прямой на юго-запад от районного центра села Челно-Вершины.

## История
Поселок был основан в 1921 году переселенцами из деревень Верхний Нурлат и Ново-Иглайкино Татарской АССР.

## Население
Постоянное население составляло 141 человек (татары 98%) в 2002 году, 104 в 2010 году.